# Baureihe ET 31
Baureihe ET 31 – niemiecki normalnotorowy elektryczny zespół trakcyjny wyprodukowany w 1936 roku w zakładach Linke-Hofmann-Werke we współpracy z zakładami BBC. Wyprodukowano 13 takich elektrycznych zespołów trakcyjnych.

## Historia
Standardowo zestaw trakcyjny składał się z 3 wagonów posiadających przedziały 1., 2. i 3. klasy. Łącznie wyprodukowano 13 zespołów, z czego 6 (o numerach elT 1304-1309) skierowano do lokomotywowni Breslau Freiburger Bahnhof (obecnie Wrocław Świebodzki), z której obsługiwały połączenia z Wrocławia do Jeleniej Góry i Karpacza. Pozostałe jednostki stacjonowały w lokomotywowniach w Norymberdze oraz Monachium, gdzie wykorzystywano je do prowadzenia pociągów pasażerskich i pospiesznych.
Elektryczne zespoły trakcyjne prędkość maksymalną osiągały na odcinku 155 metrów.
W czasie II wojny światowej 4 jednostki zostały zniszczone, a pozostałe uległy uszkodzeniom. W 1945 na terenie Śląska znajdowało się 6 jednostek, pozostałe 3 znajdowały się w Bawarii. W związku ze zbliżającym się frontem 3 jednostki postanowiono ewakuować ze Śląska do Bawarii, gdzie ostatecznie dotarła jedynie ET 31 005. Pozostałe egzemplarze, które pozostały na obszarze, który w 1945 r. przypadł Polsce, trafiły do ZSRR w ramach reparacji wojennych. Uszkodzony zespół trakcyjny ET 31 008 po wojnie oczekiwał naprawy na terenie ZNTK Lubań, lecz został w 1954 roku zezłomowany z powodu znacznego stanu uszkodzenia. Jedyny zachowany wagon silnikowy, który pozostał we wschodnich Niemczech, DR przebudowała na samodzielny wagon motorowy. Na zachodzie Niemiec znalazły się ostatecznie 4 jednostki (ET 31 002, 005, 010 i 012), które kolej zachodnioniemiecka zrekonstruowała jako ET 32 i eksploatowała do 1984 roku, po czym zostały zezłomowane.